# Lilla Olsjön
Lilla Olsjön är en sjö i Bengtsfors kommun och Melleruds kommun i Dalsland och ingår i Göta älvs huvudavrinningsområde. Sjön har en area på 0,105 kvadratkilometer och ligger 185,4 meter över havet. Sjön avvattnas av vattendraget Krokån (Teåkersälven).

## Delavrinningsområde
Lilla Olsjön ingår i det delavrinningsområde (652983-129398) som SMHI kallar för Inloppet i Marsjön. Medelhöjden är 191 meter över havet och ytan är 4,08 kvadratkilometer. Det finns ett avrinningsområde uppströms, och räknas det in blir den ackumulerade arean 11,21 kvadratkilometer. Krokån (Teåkersälven) som avvattnar avrinningsområdet har biflödesordning 3, vilket innebär att vattnet flödar genom totalt 3 vattendrag innan det når havet efter 191 kilometer. Avrinningsområdet består mestadels av skog (69 procent) och sankmarker (15 procent). Avrinningsområdet har 0,56 kvadratkilometer vattenytor vilket ger det en sjöprocent på 13,8 procent.